# Passo do Télégraphe
O passo do Télégraphe (em francês:  Col du Télégraphe) é um colo com 1566 m de altitude que se situa no Maciço des Cerces, na Alta Saboia, região de Auvérnia-Ródano-Alpes, na França.
O colo liga as localidades de Saint-Michel-de-Maurienne, a norte, e a Valloire a sul.

## História
O colo, cujo nome tem origem num telégrafo que Claude Chappe aí instalou em 1807, é a passagem obrigatória para se seguir para o colo do Galibier, e por isso muito utilizado durante a Volta à França em bicicleta.